# Нетреба, Владимир Петрович
Владимир Петрович Нетреба (род. 21 октября 1967 года) — мастер спорта международного класса по марафонскому бегу.

## Карьера
Родился в 1967 году. Тренировался у А. В. Нерубенко.
В 1990 году победил на 7 Марафонский пробег мира «Гандвик» (Архангельск), был третьим на 1 Сибирском международном марафоне.
С 1993 года выступал за Вооружённые Силы (Пенза).
В 1995 году выиграл Rock 'n' Roll Las Vegas Marathon с результатом 2:14:52.
В 1997 году был вторым на 8 Сибирском международном марафоне.
В 1998 году был победителем 9 Сибирского международного марафона.
Чемпион России 2001 года по бегу на 100 км. Бронзовый призёр чемпионата России 2002 года по бегу на 100 км по шоссе.
В 2003 году был вторым в сверхмарафоне «Ночь Москвы» — чемпионате России по шестичасовому бегу в помещении.
В 2004 году был третьим на 35 Международном марафоне «Дорога жизни» и обладателем бронзы чемпионата России по шестичасовому бегу в помещении (сверхмарафон «Ночь Москвы»), был вторым на 21 марафонском пробеге мира «Гандвик» (Архангельск).
В 2006 году становится бронзовым призёром чемпионата России по бегу на 100 км и в шестичасовом беге. А также выигрывает Кикинский марафон.
В 2006 году завершил активную карьеру.
Входит в десятку лучших соточников России.

## Тренерская карьера
После завершения карьеры работает тренером.

## Образование
В 1995 году закончил Белгородскую государственную сельскохозяйственную академию.